# Halo: Spartan Assault
Halo: Spartan Assault is een computerspel dat is ontwikkeld door Halo Studios in samenwerking met het Nederlandse Vanguard Games en werd in 2013 uitgegeven door Microsoft Studios.

## Beschrijving
De top-down-actieshooter is uitgebracht voor Windows 8, Windows Phone 8, Xbox 360, Xbox One en iOS. Het spel bevat 25 singleplayermissies en voor het spel is gebruikgemaakt van Vanguards Blue Engine, die eerder werd gebruikt voor de spellen Greed Corp en Gatling Gears. Het spel is zowel geschikt voor touch-bediening (op tablets) als bediening met muis en toetsenbord (op desktop-pc's). In oktober 2013 werd aangekondigd dat het spel ook als download (met 30 missies) beschikbaar zou komen voor de Xbox 360 en Xbox One. In 2015 verscheen het spel voor iOS.

## Verhaal
Het verhaal van Halo: Spartan Assault speelt zich af tussen de gebeurtenissen in Halo 3 en Halo 4. Thema's zijn een nieuwe oorlog met de Covenant, de eerste missies van het Spartan Ops-programma en de opkomst van Commander Sarah Palmer. Naast Sarah Palmer kan de speler ook de rol aannemen van Spartan Davis. Verder kent Spartan Assault integratie met Halo 4: tijdens het spelen kan de speler ervaringspunten (XP) en achievements verdienen of nieuwe emblemen ontsluiten voor je Spartan-carrière in Halo 4.
In december 2014 brachten Vanguard Games en Halo Studios de opvolger van Halo: Spartan Assault uit onder de titel Halo: Spartan Strike.

## Ontvangst
| Platform  | GameRankings | Metacritic |
| --------- | ------------ | ---------- |
| Windows 8 | 68,79%       | 70         |
| Xbox 360  | 45,00%       | 51         |
| Xbox One  | 53,67%       | 53         |